# Tyreotoxikóza
Tyreotoxikóza je způsobená expozicí tkání vysokým hladinám cirkulujících hormonů štítné žlázy. Nejčastější formou tyreotoxikózy, kdy příčinou je nadměrná činnost štítné žlázy, je hypertyreóza (syndrom vyvolaný zvýšenou sekrecí hormonů štítné žlázy se současnou zvýšenou reakcí periferních tkání).

## Etiopatogeneze
V dětském věku je tyreotoxikóza zřídkavá, relativně častější je v adolescenci, nejčastěji jde o Gravesovu-Basedowovu nemoc, autoimunitní onemocnění, které se vyskytuje u geneticky predisponovaných jedinců.
TSI (thyroid stimulating immunoglobulins) stimulují štítnou žlázu analogicky jako TSH → hypertyreoidismus. Přítomné mohou být i protilátky stimulující kolagen (→ oftalmopatie), stimulující růst thyreoidey, antimikrosomální a antityreoglobulinové protilátky.
Tyreotoxikóza u novorozence je způsobena v důsledku transplacentárního přenosu TSI od matky s Gravesovo-Basedowovou nemocí.

## Klinický obraz
- Dráždivost, palpitace, hyperfagie, slabost.
- Tyreotoxická krize je vystupňovaný obraz tyreotoxikózy, která vzniká po akutním stresu nebo infekci, má náhlý začátek a projevuje se jako pocení, horečka, zvracení, průjem, tachykardie → v neléčených případech stav progreduje do hyperpyrexie, srdečního selhání, kómatu.
- O tyreotoxikóze svědčí nález difúzně zvětšené štítné žlázy, zejména ve spojení s palpací víru nebo slyšitelným šelestem nad tyroideou.
- U novorozence se nejčastěji vyskytuje 2.–9. den po narození a imituje celou řadu onemocnění včetně sepse, klinicky se projevuje dráždivostí, překrvenou kůží, strumou, exoftalmem, tachykardií a hypertenzí, přítomné mohou být arytmie, srdeční selhání a onemocnění může skončit letálně.

## Diferenciální diagnostika
- sepse (je systémová odpověď organismu na přítomnost infekce);
- maligní hypertermie (je autosomálně dominantně dědičné onemocnění, při němž je porušen kalciový metabolismus svalové buňky. U predisponovaných jedinců dochází při kontaktu se spouštěči k nekontrolovatelné svalové kontrakci vedoucí k hypermetabolické reakci organismu. Stoupá množství CO2, laktátu, tepla. Může dojít až k těžké rabdomyolýze a multiorgánovému selhání a smrti. Spouštěcím momentem může být stres i celková anestezie);
- reakce po transfúzi
  - anémie (obvykle při hemoglobinu pod 80 g/l s manifestním anemickým syndromem)
  - těžká trombocytopenie
  - některé imunodeficience
  - hemofilie a některé další koagulopatie
- adrenální krize (je stav akutní insuficience kůry nadledvin. Projevovat se může od počátku, nebo se může kdykoli objevit v průběhu insuficience chronické. Je to stav velmi zrádný, který rychle může ohrozit pacienta (především děti) na životě. Pokud je příčinou deficitu poškození nadledvin, hovoříme o primární adrenální insuficienci (Addisonova choroba), při deficitu ACTH nebo CRH (corticotropin releasing hormone) hovoříme o sekundární insuficienci).